# Шенфельд (Саксонія)
Шенфельд (нім. Schönfeld) — громада в Німеччині, розташована в землі Саксонія. Входить до складу району Майсен. Центр об'єднання громад Шенфельд.
Площа — 39,14 км2. Населення становить 1826 ос. (станом на 31 грудня 2020).